# Diego Costa
Diego da Silva Costa (hiszp. wym. [ˈdjeɣo ða ˈsilβa ˈkosta], braz. wym. [ˈdʒjeɡu dɐ ˈsiwvɐ ˈkɔstɐ]; ur. 7 października 1988 w Lagarto) – brazylijsko-hiszpański piłkarz, występujący na pozycji napastnika. Po otrzymaniu w 2013 roku hiszpańskiego obywatelstwa zdecydował się na występy w reprezentacji tego kraju.

## Kariera klubowa

### Braga
Costa podpisał kontrakt z Bragą w lutym 2006 roku. Początkowo walczył z samotnością i niskimi temperaturami w północnej Portugalii. Z powodu braku aktywności zespołu młodzieżowego Bragi Costa został wypożyczony do FC Penafiel, które grało w drugiej lidze.

### Atlético Madryt
W grudniu 2006 roku Costa podpisał kontrakt z Atletico, a kwota za 50% praw do piłkarza wynosiła 1,5 mln €. Jednak Costa został wypożyczony Bragi do końca sezonu. Enrique Cerezo na prezentacji w Atletico, która odbyła się 10 lipca 2007 roku nazwał go nowym Kaką. Zadebiutował w meczu z Celtą Vigo, zmieniając Simão.
W sezonie 2007/08 był wypożyczony do Celty, a w sezonie 2008/09 do Albacete Balompié.

### Real Valladolid
W lecie 2009 roku FC Barcelona chciała pozyskać do swoich rezerw Diego Coste, ale on chciał grać w pierwszej drużynie. Dlatego został sprzedany do Realu Valladolid. Był częścią zapłaty za Sergio Asenjo. Atletico po sezonie mogło wykupić Coste za 1 mln €.
Początkowo Costa miał konkurencję w postaci Alberto Bueno i Manucho. Wystąpił w 34 spotkaniach zdobywając 8 goli, ale Valladolid spadł z Primera División.

### Powrót do Atlético Madryt
W czerwcu 2010 roku Costa powrócił na Estadio Vicente Calderon i miał być zmiennikiem dla Diego Forlána i Sergio Agüero. Sezon zakończył z 28 występami w La Liga i 6 bramkami.
W trakcie przygotowań do sezonu 2011/12 Costa doznał poważnej kontuzji kolana, przez którą przegapił większą część sezonu.
23 stycznia 2012 roku został wypożyczony do Rayo Vallecano do końca sezonu. W pierwszych 3 występach strzelił 4 gole. Sezon zakończył z 10 bramkami w 16 występach.
25 maja 2013 roku Costa strzelił wyrównującą bramkę w spotkaniu derbowym z Realem Madryt w Pucharze Króla. Atletico wygrał mecz 2-1 i wygrało pierwszy raz z Realem od roku 1999 i wygrało dziesiąty Puchar Króla (drugą bramkę strzelił Miranda). Costa został też królem strzelców tego turnieju. Zdobył 8 bramek w 7 spotkaniach.
Sezon 2013/14 był dla Costy jednym z najlepszych w karierze. Po podaniu od Gabiego Costa strzelił piękną bramkę przewrotką i został nominowany do FIFA Puskás Award. 22 października Costa zaliczył debiut w Lidze Mistrzów i strzelił w nim Austrii Wiedeń 2 bramki. 30 kwietnia 2014 roku Atletico wygrało z Chelsea 3-1, a Costa strzelił gola z rzutu karnego i rojiblancos wywalczyli finał po raz pierwszy od 1974 roku. 17 maja 2014 roku na Camp Nou odbył się mecz o mistrzostwo Hiszpanii. Mecz zakończył się wynikiem 1-1 i Atletico zostało mistrzem Hiszpanii. Tydzień później Atletico grało w finale Ligi Mistrzów, ale uległo Realowi Madryt 4-1.

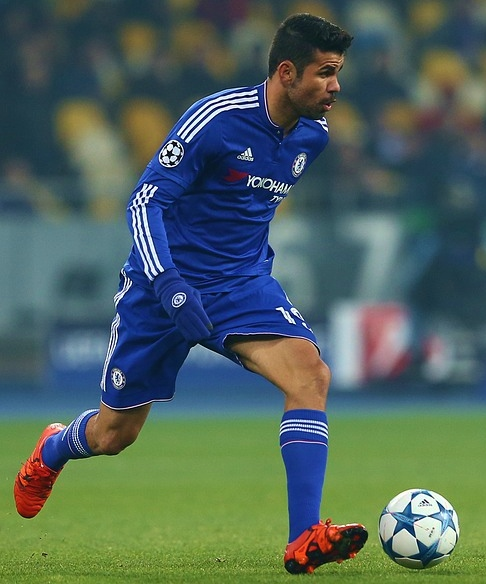
Costa w barwach Chelsea.

### Chelsea
1 lipca 2014 roku, Chelsea osiągnęła porozumienie z Atlético w sprawie transferu Diego Costy. Zespół ze Stamford Bridge zapłacił 38 milionów €. 18 sierpnia 2014 w swoim debiucie w barwach Chelsea strzelił gola przeciwko Burnley. Pierwszego hat-tricka dla drużyny z Londynu strzelił w meczu z Swansea City. W swoim pierwszym sezonie w The Blues wystąpił w 37 spotkaniach strzelając 20 bramek.

### Ponowny powrót do Atlético Madryt
We wrześniu 2017 ustalono warunki transferu do Atlético Madryt. Pomimo iż rozpoczął treningi w hiszpańskim zespole, oficjalnie piłkarzem Atlético został 1 stycznia 2018, w dniu otwarcia okienka transferowego.

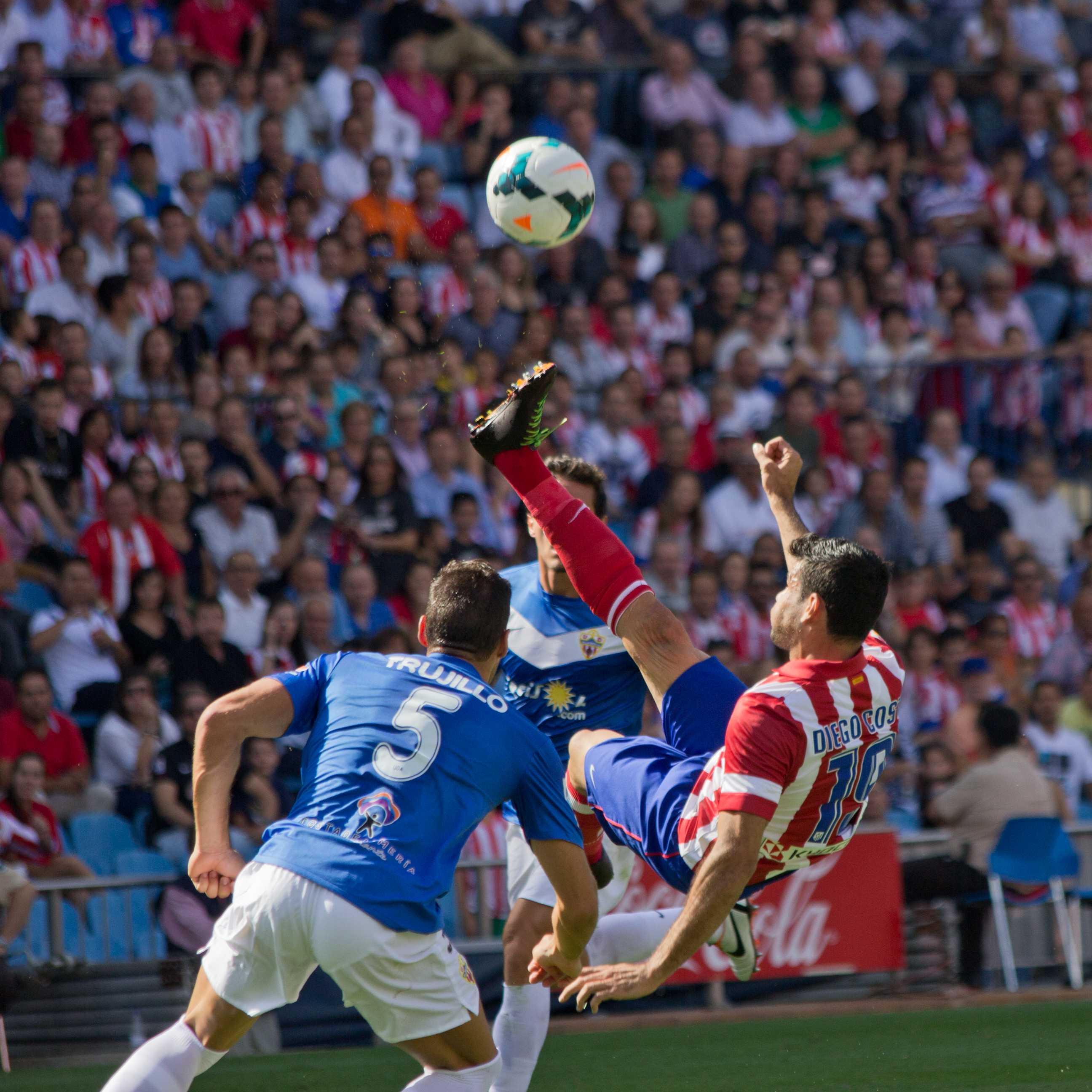
„Krzyżak Diego Costy”

## Sukcesy

### Atlético Madryt
- Mistrzostwo Hiszpanii: 2013/2014, 2020/2021
- Puchar Króla: 2012/2013
- Liga Europy UEFA: 2017/2018
- Superpuchar Europy UEFA: 2010, 2012, 2018

### Chelsea
- Mistrzostwo Anglii: 2014/2015, 2016/2017
- Puchar Ligi Angielskiej: 2014/2015

### Atlético Mineiro
- Mistrzostwo Brazylii: 2021
- Puchar Brazylii: 2021

### Indywidualne
- Król strzelców Pucharu Króla: 2012/2013 (8 goli)

### Wyróżnienia
- Piłkarz miesiąca w Primera División: Wrzesień 2013[30]
- Piłkarz miesiąca w Premier League: Sierpień 2014, Listopad 2016[31]